# Алта-Флореста
Алта-Флореста (порт. Alta Floresta) — муниципалитет в Бразилии, входит в штат Мату-Гросу. Составная часть мезорегиона Север штата Мату-Гроссу. Входит в экономико-статистический микрорегион Алта-Флореста. Население составляет 49 116 человек на 2007 год. Занимает площадь 8947,069 км². Плотность населения — 5,3 чел./км².

## История
Город основан 19 мая 1976 года. 

## Статистика
- Валовой внутренний продукт на 2003 год составляет 295 372 912,00 реалов (данные: Бразильский институт географии и статистики).
- Валовой внутренний продукт на душу населения на 2003 год составляет 6265,33 реалов (данные: Бразильский институт географии и статистики).
- Индекс развития человеческого потенциала на 2000 год составляет 0,779 (данные: Программа развития ООН).

## География
Климат местности: субтропический. В соответствии с классификацией Кёппена, климат относится к категории Cfa.